# Chionea botosaneanui
Chionea botosaneanui är en tvåvingeart som först beskrevs av Burghele-balacesco 1969.  Chionea botosaneanui ingår i släktet Chionea och familjen småharkrankar. Inga underarter finns listade i Catalogue of Life.